# Yavaşbey, Salıpazarı
Yavaşbey là một xã thuộc huyện Salıpazarı, tỉnh Samsun, Thổ Nhĩ Kỳ. Dân số thời điểm năm 2010 là 1.022 người.